# Kancelaria tajna
Kancelaria tajna – wyodrębniona komórka organizacyjna w zakresie ochrony informacji niejawnych, podległa pełnomocnikowi ochrony, obsługiwana przez pracowników pionu ochrony, odpowiedzialna za właściwe rejestrowanie, przechowywanie, obieg i wydawanie materiałów uprawnionym osobom.

## Środki bezpieczeństwa fizycznego
Zakres stosowania środków bezpieczeństwa fizycznego uzależnia się od poziomu zagrożeń związanych z nieuprawnionym dostępem do informacji niejawnych lub ich utratą. Przy określaniu poziomu zagrożeń, uwzględnia się w szczególności występujące rodzaje zagrożeń, klauzule tajności i ilość informacji niejawnych.

## Organizacja kancelarii
Kancelaria tajna musi być zorganizowana odrębnie dla dokumentów o określonej klauzuli tajności, z tym że dopuszczalne jest zorganizowanie jednej kancelarii, pod warunkiem, że dokumenty o różnych klauzulach są fizycznie od siebie oddzielone i obsługiwane przez osobę posiadającą poświadczenie bezpieczeństwa odpowiednie do najwyższej klauzuli wytwarzanych, przetwarzanych, przekazywanych lub przechowywanych w kancelarii dokumentów. 